# Кленденин (Западна Вирџинија)
Кленденин (енгл. Clendenin) град је у америчкој савезној држави Западна Вирџинија.

## Демографија
По попису из 2010. године број становника је 1.227, што је 111 (9,9%) становника више него 2000. године.
| Група             | 2000.         | 2010.         |
| Белци             | 1.103 (98,8%) | 1.210 (98,6%) |
| Афроамериканци    | 1 (0,1%)      | 3 (0,2%)      |
| Азијати           | 1 (0,1%)      | 4 (0,3%)      |
| Хиспаноамериканци | 2 (0,2%)      | 1 (0,1%)      |
| Укупно            | 1.116         | 1.227         |